# Antonio López Habas
Antonio López Habas (Pozoblanco, 28 mei 1957) is een Spaans oud-voetballer en anno 2020 trainer van het Indiase ATK Mohun Bagan.

## Voetbalcarrière
López Habas kwam via de amateurclub CD Pozoblanco bij Sevilla FC terecht. In twee seizoenen maakte hij hier acht keer zijn opwachting. Daarna verhuisde hij naar CF Burgos dat in de Spaanse tweede klasse speelde. Na een passage bij Real Murcia stopte hij op 29-jarige leeftijd met voetballen.

## Trainerscarrière
Midden jaren negentig was López werkzaam als bondscoach van Bolivia.
Na trainer geweest te zijn in de lagere reeksen van het Spaanse voetbal kwam hij in 1998 bij Sporting Gijón terecht. Hij trainde ook andere eersteklassers zoals Granada CF en Celta de Vigo. Sinds 2014 is hij aan de slag bij Atlético de Kolkata (ATK). In het seizoen 2016/17 trainde hij FC Pune City. In 2017 keerde hij terug bij ATK waarmee hij in het seizoen 2019/20 de Indian Super League won.

## Statistieken
| Seizoen         | Club            | Competitie       | Competitie | Competitie | Beker | Beker | Europa | Europa | Totaal | Totaal |
| Seizoen         | Club            | Competitie       | Wed.       | Dlp.       | Wed.  | Dlp.  | Wed.   | Dlp.   | Wed.   | Dlp.   |
| --------------- | --------------- | ---------------- | ---------- | ---------- | ----- | ----- | ------ | ------ | ------ | ------ |
| 1978-1980       | Sevilla FC      | Primera División | 8          | 0          | 0     | 0     | 0      | 0      | 8      | 0      |
| 1980-1982       | CF Burgos       | Segunda División | 45         | 14         | 0     | 0     | 0      | 0      | 45     | 0      |
| 1982-1985       | Real Murcia     | Primera División | 74         | 11         | 0     | 0     | 0      | 0      | 74     | 0      |
| Carrière totaal | Carrière totaal | Carrière totaal  | 127        | 25         | 0     | 0     | 0      | 0      | 127    | 0      |